# Vámos Péter
Vámos Péter (1969–) sinológus, történész, az ELTE Humán Tudományok Kutatóközpontja (HTK) Történettudományi Intézet tudományos tanácsadója, a Károli Gáspár Református Egyetem Kelet-Ázsia Intézet egyetemi tanára.

## Pályája
Vámos Péter az ELTE kínai szakán 1992-ben, a történelem szakán pedig 1997-ben szerzett egyetemi diplomát. 1998-ban lett a nyelvtudomány (orientalisztika) kandidátusa (MTA). 2007-ben az Eötvös Loránd Tudományegyetem Bölcsészettudományi Karon történettudományokból habilitált, 2023-ban lett az MTA doktora (DSc).
1992 és 1994 között A Tan Kapuja Buddhista Főiskolán dolgozott megbízott előadóként. 1994-től 1996-ig, majd 2001-től 2003-ig a Eötvös Loránd Tudományegyetem Bölcsészettudományi Karán megbízott előadó.
1997-től oktat a Károli Gáspár Református Egyetem Bölcsészettudományi Karán. Jelenleg a Kínai Tanszék egyetemi tanára.
1998-tól az MTA Történettudományi Intézet munkatársa, 2002-től tudományos főmunkatársként. 2012-től az MTA Bölcsészettudományi Kutatóközpont Történettudományi Intézet tudományos főmunkatársa. 2023-tól az ELKH, majd HUN-REN Bölcsészettudományi Kutatóközpont, 2025-től ELTE HTK Történettudományi Intézet tudományos tanácsadója.
2016 és 2020 között a Cambridge-i Egyetem Kínai Tanszékén megbízott előadó.

## Díjak, kitüntetések
- Felsőoktatási Érdemérem (1993)
- Akadémiai Ifjúsági Díj (2004)
- Research Associate, Institut für Sinologie, Ruprecht-Karls-Universität Heidelberg (2009)
- Affiliated Researcher, Faculty of Asian and Middle Eastern Studies, University of Cambridge (2018-2021).
- Szenczi Molnár Albert Díj (2023)

## Jelentősebb publikációi

### Könyvek
- Két kultúra ölelésében. Magyar jezsuiták a Távol-Keleten. Korda, Bp., 1997. 341. [Anima Una Könyvek/12.]
- Bevégeztetett. Koch István naplója a magyar jezsuiták kínai missziójának pusztulásáról. Terebess, Bp., 1999. 175. (szerk.)
- Magyar jezsuita misszió Kínában. Akadémiai Kiadó, Bp., 2003. 391. (Kőrösi Csoma Kiskönyvtár/26.)
- A Paokingi Apostoli Prefektúra rövid története – Historia brevis Praefecturae Apostolicae de Paoking. Kapisztrán Szt. János Ferences Rendtartomány, Bp., 2005. 428. (szerk. Kálmán Peregrinnel)
- Kína mellettünk? Kínai külügyi iratok Magyarországról, 1956. MTA Történettudományi Intézet, Bp., 2008. 380. [História Könyvtár. Okmánytárak.]
- Sino-Hungarian Relations and the 1956 Revolution. Washington, D.C.: Woodrow Wilson International Center for Scholars, Cold War International History Project, 2006. Working Paper No. 54. 44.[1]
- The Interkit Story: A Window into the Final Decades of the Sino-Soviet Relationship. By James Hershberg, Sergey Radchenko, Péter Vámos, and David Wolff. Washington, D.C.: Woodrow Wilson International Center for Scholars, Cold War International History Project, 2011. Working Paper No. 63. 152.[2]
- "Imáitokba ajánljuk magunkat." A magyar jezsuiták levelei Kínából, 1923-1954. Budapest: Jezsuita Kiadó - MTA Bölcsészettudományi Kutatóközpont, 2018. 823.
- Magyar-kínai kapcsolatok, 1949-1989. Budapest: Károli Gáspár Református Egyetem - L'Harmattan Kiadó, 2020. 864.
- Beyond the Kremlin's Reach? Eastern Europe and China in the Cold War Era. London and New York: Routledge, 2023. 126. (Ed. by Jan Zofka, Péter Vámos and Sören Urbansky)

### Cikkek, tanulmányok
- "Only a Handshake but no Embrace: Sino-Soviet Normalization in the 1980s". In: China Learns from the Soviet Union, 1949-present. Eds. Bernstein, Thomas P.–Li, Hua-yu. Rowman and Littlefield, 2009. 79–104. [The Harvard Cold War Studies Book Series.]
- "1956–1966 年匈中关系的变化——来自匈牙利档案馆的有关材料". [1956–1966 nian XiongZhong guanxi de bianhua – lai zi Xiongyali dang’anguan de youguan cailiao.] ["A magyar–kínai kapcsolatok magyar dokumentumai, 1956–1966."] Lengzhan Guojishi Yanjiu, 8. (2009) 381–407.
- "中苏关系正常化过程中的中国与东中欧关系". [ZhongSu guanxi zhengchanghua guochengzhong de Zhongguo yu DongZhongOu guanxi.] ["Kína és Kelet-Közép-Európa kapcsolatai a kínai–szovjet viszony normalizálása idején."] In: Weiruo de lianmeng: lengzhan yu ZhongSu guanxi. [Fragile Alliance: The Cold War and Sino-Soviet Relations.] Szerk. Shen Zhihua–Douglas A. Stiffler. Shehui kexue wenxian chubanshe, Beijing, 2010. 482–506.
- “从和解到疏远：1980年代后期的中国与东欧国家关系” (Cong hejie dao shuyuan: 1980 niandai houqi de Zhongguo yu DongOu guojia guanxi) (From Reconciliation to Estrangement: Relations between China and East Central Europe in the late 1980s) in: 冷战国际史研究 Lengzhan Guojishi Yanjiu (Cold War International History Studies), Vol. 13, Summer 2012. 27–55.
- Chinese Foreign Ministry Documents on Hungary, 1956. Washington, D.C.: Woodrow Wilson International Center for Scholars, Cold War International History Project, 2014, e-Dossier No. 50.[3]

## Magánélete
Nős, négy gyermek édesapja.

## További Információk
- Vámos Péter szakmai életrajza a Károli Gáspár Református Egyetem weboldalán
- Vámos Péter szakmai életrajza az ELTE HTK Történettudományi Intézet weboldalán